# 方熙
方熙（1395年—？），字孟明，福建興化府莆田縣人，軍籍，明朝政治人物。

## 生平
宣德元年（1426年）丙午科福建鄉試第二十一名舉人，五年（1430年）中式丁丑科會試第五名，二甲第十一名進士。授翰林院庶吉士，出為廣東潮州府通判。

## 家族
曾祖方逢；祖父方寧；父方觀。